# Desselkopf
Der Desselkopf ist ein schwach ausgeprägter Gipfel, der dem Jochberg südwestlich vorgelagert ist. Die stark bewaldete höchste Erhebung ist nur weglos zu erreichen.
Über den Desselkopf verläuft die Gemeindegrenze zwischen Kochel am See und Jachenau.